# Won Yoo-chul

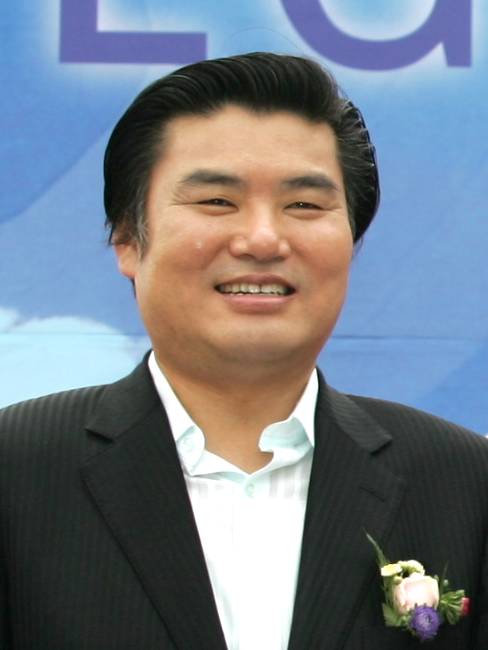
Won Yoo-chul im Juli 2010

Won Yoo-chul (* 25. Oktober 1962 in Pyeongtaek, Südkorea) ist ein konservativer südkoreanischer Politiker und Mitglied der Gukhoe, wo er seit 2008 den Sitz A der Stadt Pyeongtaek vertritt. Zuvor gehörte er der Gukhoe bereits zwischen 1996 und 2004 an. Won amtiert als Parteivorsitzender der Mirae-hanguk-Partei, der Satellitenpartei der Mirae-tonghap-Partei, welche für die Verhältniswahl der Parlamentswahl in Südkorea 2020 gegründet wurde.
Won verfügt über einen Abschluss in Philosophie der Korea University.
Nach der Niederlage der Saenuri-Partei bei der Parlamentswahl in Südkorea 2016 wurde Won interimistischer Parteichef der Saenuri-Partei. Won kritisierte es Ende 2019 als Verstoß gegen die Menschlichkeit und das Völkerrecht sowie als vorsetzlichen Mord, dass Südkorea zwei nordkoreanische Flüchtlinge zurück nach Nordkorea geschickt hat. Darüber hinaus verurteilte er die vermeintlich zögerliche Reaktion der Regierung Moon Jae-ins auf die COVID-19-Pandemie in Südkorea.